# Sevier County, Arkansas
Sevier County är ett administrativt område i delstaten Arkansas, USA. År 2010 hade countyt 17 058 invånare. Den administrativa huvudorten (county seat) är De Queen.
Countyt har fått sitt namn efter politikern Ambrose H. Sevier.

## Geografi
Enligt United States Census Bureau så har countyt en total area på 1 505 km². 1 461 km² av den arean är land och 44 km² är vatten. 

### Angränsande countyn
- Polk County - nord
- Howard County - öst
- Hempstead County - sydöst
- Little River County - syd
- McCurtain County, Oklahoma - väst